# Paulo Gomes
Paulo de Mello Gomes (ur. 14 kwietnia 1948 roku w Ribeirão Preto) – brazylijski kierowca wyścigowy.

## Kariera
Gomes rozpoczął karierę w międzynarodowych wyścigach samochodowych w 1974 roku od gościnnych startów w klasie C Brazilian Saloon Cars Division 3. Z dorobkiem dwudziestu punktów uplasował się tam na szóstej pozycji w klasyfikacji generalnej. W późniejszych latach Brazylijczyk pojawiał się także w stawce Włoskiej Formuły 3, Brytyjskiej Formuły 3 - Mallory Park Griffin Golden Helmet, Brytyjskiej Formuły 3 BARC, Brytyjskiej Formuły 3 BRDC Shellsport, 24-godzinnego wyścigu Le Mans, Stock Car Brasil, Mil Milhas Brasileiras, Brazylijskiej Formuły Fiat, South American Supertouring Championship, Trofeo Maserati Brazil oraz A Audi DTCC.